# Paeonia yananensis
Paeonia yananensis är en pionväxtart som beskrevs av T. Hong och M.R. Li. Paeonia yananensis ingår i släktet pioner, och familjen pionväxter. Inga underarter finns listade i Catalogue of Life.